# (8602) Oedicnemus
(8602) Oedicnemus ist ein im inneren Hauptgürtel gelegener Asteroid, der am 16. Oktober 1977 von dem niederländischen Astronomenehepaar Cornelis Johannes van Houten und Ingrid van Houten-Groeneveld entdeckt wurde. Die Entdeckung geschah im Rahmen der 3. Trojaner-Durchmusterung, bei der von Tom Gehrels mit dem 120-cm-Oschin-Schmidt-Teleskop des Palomar-Observatoriums aufgenommene Feldplatten an der Universität Leiden durchmustert wurden, 17 Jahre nach Beginn des Palomar-Leiden-Surveys.
Der mittlere Durchmesser des Asteroiden wurde mit 5,677 (±0,113) km berechnet, die Albedo mit 0,346 (±0,063).
Mittlere Sonnenentfernung (große Halbachse), Exzentrizität und Neigung der Bahnebene von (8602) Oedicnemus entsprechen in etwa der Vesta-Familie, einer großen Gruppe von Asteroiden, benannt nach (4) Vesta, dem zweitgrößten Asteroiden und drittgrößten Himmelskörper des Hauptgürtels.
Der Asteroid ist nach dem Triel benannt, dessen wissenschaftlicher Name Burhinus oedicnemus lautet. Die Benennung erfolgte am 2. Februar 1999. Der Bestand des Vogels in Europa war zum Zeitpunkt der Benennung gefährdet.